# 요르고 보야지스
요르고 보야지스(Yorgo Voyagis, 1945년 12월 6일 ~ )는 그리스의 배우이다.
아테네에서 태어났다.

## 영화
- 아마로 아모레 (2012년) - 요르고 역
- 비엔나전투 1683 (2012년)
- 스웹트 어웨이 (2002년) - 캡틴 역
- 과르다미 (1999년)
- 오딧세이 (1997년)
- 딜라일라 (1994년)
- 와싱 머신 (1992년)
- 커리지 마운틴 (1989년)
- 저격자 (1988년)
- 실종자 (1988년)
- 줄리아 줄리아 (1987년)
- 테러리스트 (1984년)
- 나자렛 예수 (1977년)
- 불타는 해의 연대기 (1975년)
- 더 어드벤처스 (1970년)
- 마지막 계곡 (1970년)